# Худлівська сільська рада
| Худлівська сільська рада — колишній орган місцевого самоврядування у Ужгородському районі Закарпатської області з адміністративним центром у с. Худльово. Сільській раді підпорядковані населені пункти: - с. Худльово - с. Анталовці - с. Верхня Солотвина - с. Ляхівці - с. Чертеж |

## Склад ради
Рада складається з 24 депутатів та голови.

## Керівний склад сільської ради
| ПІБ                             | Основні відомості                                                 | Дата обрання | Дата звільнення |
| ------------------------------- | ----------------------------------------------------------------- | ------------ | --------------- |
| Трембецький Владислав Йосипович | Сільський голова, 1971 року народження, освіта, безпартійний      | 26.03.2006   | 31.10.2010      |
| Немець Олександр Степанович     | Сільський голова, 1958 року народження, освіта вища, безпартійний | 31.10.2010   | 03.11.2015      |
| Зоркін Василь Сергійович        |                                                                   | 03.11.2015   | по тепер        |

Примітка: таблиця складена за даними джерела